# ATP de Essen
O ATP de Essen – ou Eurocard Open, na última edição – foi um torneio de tênis profissional masculino, de categoria ATP Championship Series - Single-Week.
Realizado em Essen, no oeste da Alemanha, estreou em 1995 e durou uma edição. Os jogos eram disputados em quadras de carpete cobertas durante o mês de outubro.

## Finais

### Simples
| Ano  | Campeão       | Vice-campeões      | Resultado           |
| ---- | ------------- | ------------------ | ------------------- |
| 1995 | Thomas Muster | MaliVai Washington | 7–66, 2–6, 6–3, 6–4 |

### Duplas
| Ano  | Campeões                    | Vice-campeões          | Resultado     |
| ---- | --------------------------- | ---------------------- | ------------- |
| 1995 | Jacco Eltingh Paul Haarhuis | Cyril Suk Daniel Vacek | 7–5, 6–7, 6–4 |